# Roberto Meléndez
Roberto Meléndez Lara (Barranquilla, 31 marzo 1912 – Barranquilla, 20 maggio 2000) è stato un calciatore e allenatore di calcio colombiano, di ruolo attaccante.

## Biografia
Nacque a Rebolo, quartiere di Barranquilla, in una famiglia dalle non eccelse condizioni economiche. Era il settimo di 16 fratelli.
Fu un accanito tabagista, anche durante la carriera sportiva: smise solo in tarda età. Sposatosi, ebbe 14 figli.
Fu anche professore di educazione fisica in due scuole di Barranquilla, il Colón e l'Americano: iniziò a lavorare nel Colegio Colón nel 1970.
Visse a lungo nel quartiere El Carmen. Nel 1991 gli è stato dedicato l'Estadio Metropolitano di Barranquilla. Morì nel 2000.

## Caratteristiche tecniche

### Giocatore
Giocava come interno sinistro. La sua principale caratteristica era l'abilità nel tiro: era capace d'imprimere una granda potenza alla conclusione, e, benché fosse un destro naturale, affinò notevolmente il piede sinistro, con cui era in grado di tirare con eguale efficacia. Giocò anche come ala destra. Grazie alle sue doti fisiche era anche un abile giocatore di pallacanestro e di baseball.

## Carriera

### Giocatore

#### Club
Iniziò a giocare a calcio al Colegio Biffi; negli anni 1920 giocò nel 7 de Abril. Nel 1930, a 18 anni non ancora compiuti, passò all'Atlético Junior, che allora portava il nome "Juventud Junior". Già nel 1932 era considerato uno dei migliori giocatori a livello nazionale; in quell'anno vinse il campionato di calcio del Dipartimento dell'Atlantico. Oltre a giocare per il Junior, fece anche parte della selezione dipartimentale. Nel 1939 divenne il primo giocatore colombiano a trasferirsi all'estero, nonché il primo a firmare un contratto professionistico: il Centro Gallego, club cubano, gli offrì una remunerazione di 50 dollari al mese per le sue prestazioni calcistiche. Si trasferì quindi nell'isola centramericana, viaggiando per nave; l'esperienza fu breve, poiché dovette tornare in patria per via della seconda guerra mondiale. Si ritirò nel 1947, dopo 17 anni di attività. Durante la sua carriera ha segnato più di 500 reti (508) tra divisioni giovanili, dilettantistiche e professionistiche.

#### Nazionale
Meléndez fu convocato nella selezione della ADEFÚTBOL nel 1937, in occasione di un torneo internazionale. Nel 1945 partecipò al Campeonato Sudamericano, disputando un incontro e ricoprendo il doppio ruolo di giocatore-allenatore. Scese in campo anche nel Sudamericano 1947, sempre per una sola gara.

### Allenatore
Fu il 3º commissario tecnico nella storia della Nazionale colombiana di calcio. Rilevò Fernando Paternoster, e guidò la Nazionale nel Sudamericano 1945, chiudendo al 5º posto su 7 partecipanti. Fu anche il primo allenatore dell'Atlético Junior nell'èra professionistica, prendendo parte al campionato 1948.

## Palmarès

### Giocatore

#### Club

##### Competizioni nazionali
- Liga de Fútbol del Atlántico: 1

Junior: 1932